# Ганнес Пеккольт
Ганнес Пеккольт  (нім. Hannes Peckolt, 18 листопада 1982) — німецький яхтсмен, олімпійський медаліст.

## Виступи на Олімпіадах
| Олімпіада  | Дисципліна | Місце |
| ---------- | ---------- | ----- |
| Пекін 2008 | Клас 49er  | 3     |